# Escudo de la Casa de Alba
El Escudo de la Casa de Alba asocia el título del ducado de Alba de Tormes -cuyas armas propias son las de la Casa de Álvarez de Toledo- con las de la Casa de Fitz-James Stuart, por ser este linaje de origen británico el que heredó sus títulos a comienzos del siglo XIX -cuyas tres armas son los blasones de Inglaterra, Escocia e Irlanda como descendientes de un hijo ilegítimo del rey Jacobo II de Inglaterra  y VII de Escocia-.
Posee la siguiente descripción heráldica o blasonamiento:

Escudo cuartelado; en el primero, contracuartelado de azur, tres flores de lis de oro bien colocadas, y de gules, tres leones leopardados de oro, armados y linguados de azur; en el segundo, de oro, un león rampante de gules, linguado, y armado de azur, encerrado en un trechor de gules; en el tercero, de azur, un arpa de oro cordada de plata; en el cuarto, un jaquelado de quince piezas de plata y azur; bordura componada de dieciséis compones, en los impares, de mitad longitud que los pares, de azur, una flor de lis de oro y en los pares, de gules, un león leopardado de oro, armado y linguado de azur.
Lleva acoladas dos mazas de oro colocadas en aspa, nueve banderas moras de gules y, en la punta, dos brazos armados de plata con tabardos de gules cargados de cadenas de oro dispuestas en orla, cruz y sotuer, los brazos blandiendo espadas de plata encabadas de oro.
Al timbre corona ducal que es un círculo de oro, engastado de piedras preciosas, compuesta de ocho florones de hojas de apio, visible cinco e interpoladas de puntas del mismo metal; la corona sumada de una lista cargada de la leyenda Tu in ea et ego pro ea («Tú en ella y yo en su favor»).
Por cimera, un ángel en su color, nimbado de oro, puesto de frente con sus alas extendidas y vestido de levita, la dalmática jaquelada de plata y azur; el ángel sosteniendo en su diestra una espada de plata encabada de oro y, en su siniestra, un mundo de azur con el semimeridiano y el ecuador de oro, sumado de cruz de lo mismo.

Este escudo es un cuartelado, se encuentra dividido en cuatro cuarteles: 
- En el primer cuartel figura el antiguo escudo de Inglaterra que reunía, también cuartelados (contracuartelado) , el antiguo blasón real de Francia con las armas propiamente inglesas ya que el trono francés había sido reclamado por los reyes de Inglaterra durante la Edad Media. El escudo del desaparecido Reino de Francia consiste en un fondo azul (de azur en terminología heráldica) con tres flores de lis amarillas o doradas (de oro) bien colocadas (puestas 2 y 1). El blasón propiamente inglés se compone de un fondo rojo (de gules) con tres leones leopardados, denominación que recibe el león pasante, apoyado sobre tres patas, que tiene su cabeza de frente y de color amarillo o dorado.
- En el segundo el escudo de Escocia: Sobre fondo amarillo (de oro) figura un león rampante, erguido y apoyado sobre una de sus patas, de color rojo (de gules) y situado dentro de un trechor, del mismo color que el león. Un trechor es el nombre que recibe una cinta estrecha, doble y decorada con flores.

- En el tercero se encuentra el escudo de Irlanda: Sobre fondo azul un arpa amarilla o dorada con cuerdas plateadas, blancas o grises (de plata). Figuraba junto con los anteriores en las armerías de los monarcas británicos de la Casa de Estuardo ya que esta isla estuvo sujeta a la Monarquía británica hasta 1949.[1][2]

- En el cuarto, se puede observar el escudo de los Álvarez de Toledo que consiste en un jaquelado o ajedrezado de quince piezas (cuadrados o rectángulos): ocho blancos o grises, visibles siete, y siete azules. Estas armas ocupan el lugar reservado a las armas antiguas inglesas que aparecían repetidas en las armerías reales de los Estuardo.[3]

- La bordura componada es la pieza honorable formada por compones (cuadrados o rectángulos), empleada como brisura (diferencia heráldica) que permite distinguir el escudo del linaje Fitz-James Stuart de las armas reales usadas por Jacobo II/VII. Se optó por los esmaltes (de azur y de gules) y muebles (una flor de lis y un león leopardado de oro) representados en el contracuartelado situado en el primer y cuarto cuartel de las armerías del rey mencionado.[4][5]

Las banderas fueron adoptadas por García Álvarez de Toledo y Carrillo de Toledo, I duque de Alba, para conmemorar su participación en varias campañas castellanas contra el Emirato nazarí de Granada.
Las mazas aluden a los servicios de naturaleza palatina que la Casa de Alba ha prestado a la Monarquía española a lo largo de su historia. 
Los brazos armados adornados con tabardos y blandiendo espadas, brazos cubiertos con armadura que sostienen una espada y que están adornados con un tabardo, un paño blasonado que usaban heraldos, reyes de armas y ocasionalmente algunos caballeros. En este caso, en el tabardo aparecen representadas las armas de Navarra. Estos elementos simbolizan la dignidad de condestable de Navarra que recayó en el condado de Lerín, título que a su vez fue heredado por la Casa de Alba durante la época de los Álvarez de Toledo.
Las armas ducales aparecen timbradas con una corona ducal, la propia del títulos nobiliarios de mayor rango ostentados por el titular de la Casa aunque, dada su condición de grande de España, podría haberse añadido a la corona el bonete propio de esta dignidad. 
Sobre la corona está colocada la cimera, un adorno que se situaba sobre el casco, elemento omitido en estas armerías. Desde tiempos de los Álvarez de Toledo, la Casa de Alba emplea la figura de un ángel vestido con una dalmática, con los colores de este linaje presentes en el cuarto cuartel del escudo, sosteniendo una espada y un orbe.
El lema en latín

Tu in ea et ego pro ea

Estandarte de la Casa de Alba.

fue el adoptado por los Álvarez de Toledo y puede traducirse al español como

Tu en ella y yo en su favor

o

Tu en ella y yo por ella

que significa

Dios en la patria y yo por la patria.